# Virginia Berasategui
Pour les articles homonymes, voir Berasategui.
Virginia Berasategui Luna  née le 15 juillet 1975 à Bilbao au Pays basque est une triathlète professionnelle espagnole. Championne d'Europe et du monde de triathlon longue distance.

## Biographie
Son père Javier Berasategui était également un triathlète, il est l'un des deux premiers espagnols avec son ami Alfredo Olabegoia à avoir réussi à terminer l'Ironman d'Hawaï.
En 2005 Virginia Berasategui est contrôlée positive à l'EPO après sa victoire à l'Ironman de Lanzarote en Espagne. Ces accusations furent abandonnées en raison des doutes autour de la validité des tests à cette époque. En 2009 elle prend la troisième place du championnat du monde d'Ironman à Kona.
En juin 2013, elle est de nouveau testée positive à l'issue du triathlon de Bilbao du 18 mai 2013. Elle demande une contre-analyse en contestant tout d'abord les résultats du test. Cependant, deux semaines plus tard, elle avoue s'être dopée. Dans un communiqué, elle annonce qu'elle ne fera pas appel et plaide coupable devant la presse en exprimant ses regrets. Elle présente ses excuses et déclare, qu'elle a fait « la pire erreur qu'un athlète puisse faire ». Elle annonce en mars 2013 la fin de sa carrière sportive pour la fin de la saison.

## Palmarès
Le tableau présente les résultats les plus significatifs (podium) obtenus sur le circuit national et international de triathlon depuis 1994,.
| Année | Compétition                                     | Pays       | Position | Temps           |
| ----- | ----------------------------------------------- | ---------- | -------- | --------------- |
| 2010  | Championnat du monde longue distance            | Allemagne  |          | 7 h 13 min 19 s |
| 2010  | Championnat d'Europe longue distance            | Espagne    |          | 6 h 14 min 46 s |
| 2009  | Championnat d'Europe longue distance            | Tchéquie   |          | 6 h 13 min 5 s  |
| 2009  | Ironman - Championnat du monde à Kailua-Kona    | États-Unis |          | 9 h 15 min 28 s |
| 2008  | Ironman 70.3 Allemagne                          | Allemagne  |          | 4 h 43 min 38 s |
| 2008  | Ironman 70.3 Monaco                             | Monaco     |          | 4 h 44 min 45 s |
| 2007  | Ironman 70.3 Allemagne                          | Allemagne  |          | 4 h 44 min 29 s |
| 2005  | Ironman Lanzarote                               | Espagne    |          | Timing          |
| 2004  | Ironman Lanzarote                               | Espagne    |          | 9 h 41 min 51 s |
| 2004  | Coupe Panaméricaine - l'étape de Valle de Bravo | Mexique    |          | 2 h 0 min 26 s  |
| 2003  | Championnat du monde longue distance            | Espagne    |          | 6 h 19 min 20 s |
| 2002  | Championnat du monde longue distance            | Allemagne  |          | 7 h 14 min 17 s |
| 2001  | Championnat d'Espagne                           | Espagne    |          | Timing          |
| 1997  | Championnat du monde longue distance            | Allemagne  |          | 6 h 25 min 51 s |
| 1997  | Championnat d'Europe                            | Suède      |          | 2 h 13 min 48 s |
| 1997  | Championnats du monde de duathlon               | Espagne    |          | Timing          |
| 1996  | Championnat d'Espagne                           | Espagne    |          | Timing          |
| 1994  | Championnat d'Espagne                           | Espagne    |          | Timing          |
| 1994  | Coupe du monde - l'étape de San Sebastian       | Espagne    |          | 2 h 8 min 8 s   |